# Првенство Србије у рагбију 2016.
Првенство Србије у рагбију 2016. је било 10. издање првенства Србије у рагбију 15. 
Титулу је освојила БРК Црвена звезда.

## Учесници
|   | Тим                       | Тренер               | Капитен             |
| - | ------------------------- | -------------------- | ------------------- |
| 1 | Звезда                    | Александар Попречица | Александар Ђорђевић |
| 2 | Партизан                  | Недељко Савић        | Александар Крстић   |
| 3 | Рад                       | Милан Орловић        | Владимир Ђукић      |
| 4 | Војводина                 |                      | Горан Поробић       |
| 5 | Крушевац                  |                      |                     |
| 6 | Рагби клуб Петровград     | Марко Вуковић        |                     |
| 7 | Рагби клуб Лозница        |                      |                     |
| 8 | Рагби клуб Динамо Панчево |                      |                     |

## Табела квалитетније дивизије
|   | Тим        | ИГ | Д | Н | И | ПД  | ПП  | ПР  | ББ | Б  |  |
| - | ---------- | -- | - | - | - | --- | --- | --- | -- | -- |  |
| 1 | БРК ЦЗ     | 6  | 5 | 0 | 1 | 150 | 63  | +87 | 3  | 25 |  |
| 2 | Партизан   | 6  | 2 | 4 | 0 | 63  | 122 | -59 | 1  | 9  |  |
| 3 | Рад Моцарт | 6  | 1 | 4 | 1 | 96  | 124 | -28 | 2  | 8  |  |

| Шампион Србије у рагбију 2016.                |
| --------------------------------------------- |
| Београдски рагби клуб Црвена звезда 2. титула |